# Zonnemaire
Zonnemaire est un village néerlandais faisant partie de la commune zélandaise de Schouwen-Duiveland.
Sur environ 715 habitants, 160 sont actifs dont 120 à plein temps. Les plus grandes sources d'emploi sont le secteur commercial et la réparation, le secteur agricole (avec 30 sociétés) et le secteur des loisirs et du tourisme (avec notamment 12 campings).
Zonnemaire est également une chaîne de magasins néerlandaise spécialisée dans l'alimentation biologique.
En 1865, la commune de Bommenede fut rattachée à Zonnemaire. Zonnemaire perdit son statut de commune indépendante le 1er janvier 1961, quand la commune fut rattachée à Brouwershaven.

## Personnalité née à Zonnemaire

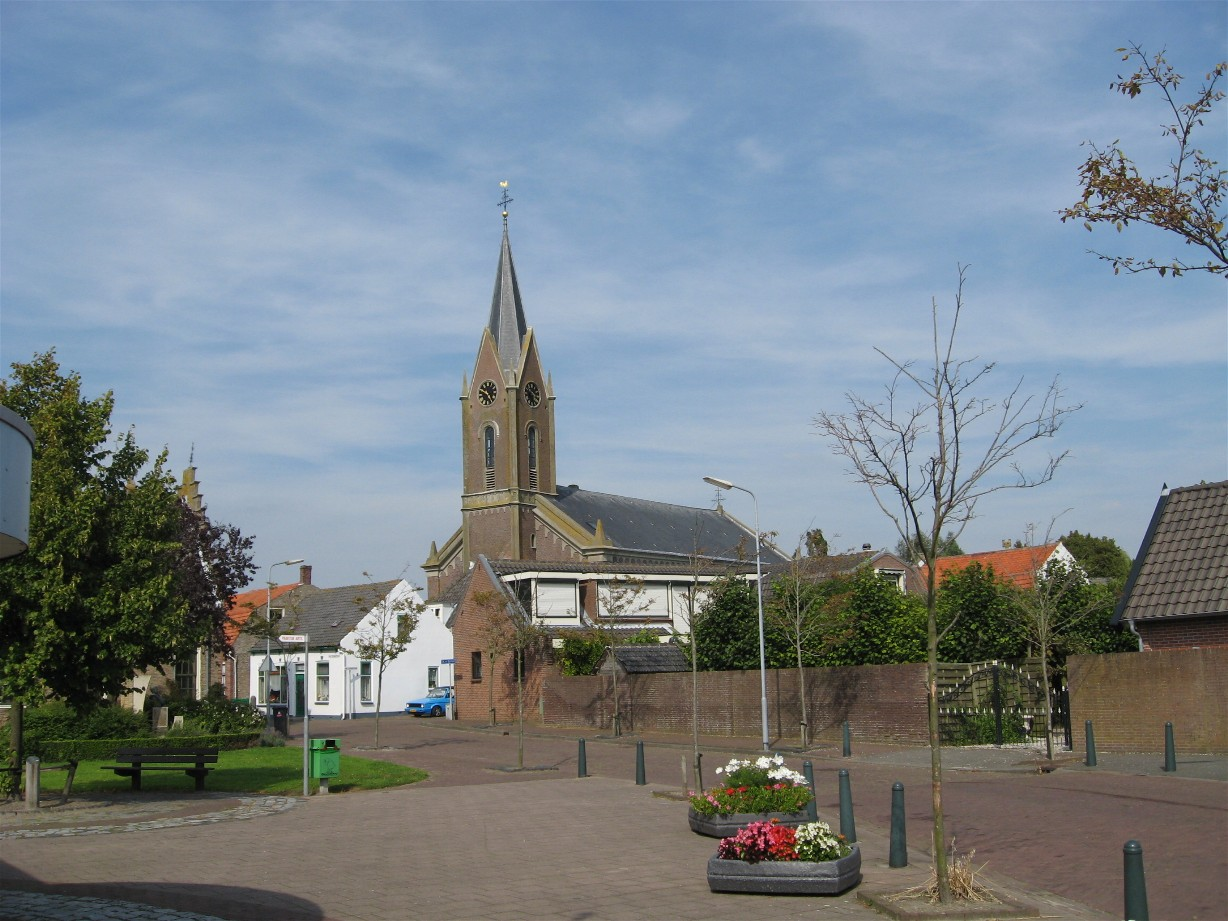

- Pieter Zeeman, physicien et lauréat du prix Nobel de physique en 1902, né en 1865.